# Arctosia arctica
Arctosia arctica är en armfotingsart som först beskrevs av Friele 1877.  Arctosia arctica ingår i släktet Arctosia och familjen Terebratulidae. Inga underarter finns listade i Catalogue of Life.